# Garage punk
Garage punk je žánr, který v sobě spojuje garage rock a moderní punk rock. Je charakteristický nečistými a sekavými kytarovými zvuky, přičemž texty jsou plné buřičství. Jsou hrané skupinami, které mají často smlouvy s nezávislými hudebními vydavatelstvími nebo nemají smlouvu. Garage punkové hudební skupiny se většinou distancují od hardcore punkových a politicky orientovaných hudebních skupin.

## Významní interpreti
- The Cramps
- Dwarves
- The Makers
- Betty Blowtorch
- GG Allin
- Hot Snakes
- Mudhoney
- The Mummies
- Nashville Pussy
- Poison Idea
- Rocket from the Crypt
- Toilet Boys
- Turbonegro
- Teengenerate